# 哈拉兰比耶·伊万诺夫
哈拉兰比耶·伊万诺夫（羅馬尼亞語：Haralambie Ivanov，1941年2月23日—2004年8月22日），罗马尼亚男子皮划艇运动员。他曾代表罗马尼亚参加1964年和1968年夏季奥林匹克运动会皮划艇比赛，获得一枚银牌。